# Oligoaeschna elacatura
Oligoaeschna elacatura là loài chuồn chuồn trong họ Aeshnidae. Loài này được Needham mô tả khoa học đầu tiên năm 1907.